# Yang (Njinikom)
Pour les articles homonymes, voir Yang.
Yang est une localité du Cameroun située dans la commune de Njinikom et le département du Boyo.

## Population
Lors du recensement de 2005, on a dénombré 1 722 habitants.
Une étude locale de 2011 estimait la population à 2 012 personnes.